# カトリーヌ・ド・クレーヴ
カトリーヌ・ド・クレーヴ（Catherine de Clèves）またはカトリーヌ・ド・ヌヴェール（Catherine de Nevers, 1548年 - 1633年5月11日）は、ギーズ公アンリ1世の妃。自身の権利として、1564年にウー女伯（comtesse de Eu）となった。

## 生涯
ヌヴェール公フランソワ1世・ド・クレーヴとヴァンドーム公シャルル・ド・ブルボンの娘マルグリット・ド・ブルボンの次女として生まれた。ヴァンドーム公アントワーヌの姪、アンリ4世の従姉、コンデ公アンリ1世の従姉かつ義姉（妹マリーと結婚していた）である。また、ポーランド王ヴワディスワフ4世の妃ルドヴィーカ・マリア・ゴンザーガの大叔母にあたる（姉アンリエットとルドヴィーコ・ゴンザーガ＝ネヴェルスの孫）。姉アンリエットは「王妃マルゴ」のヒロインのマルグリット・ド・ヴァロワの親友であった。
12歳の時、ポルシャン伯アントワーヌ3世・ド・クロイと結婚するが、7年後に死別する。3年の喪が明けた後、1570年10月に2歳年下のギーズ公アンリ1世と再婚した。カトリーヌは夫との間に14人もの子供をもうけながら、サン＝メグランという若い貴族と密通していたことが広く知られている。アンリ1世はサン＝メグランを殺した。この事件は、1829年にアレクサンドル・デュマの戯曲『アンリ三世とその宮廷』の題材となった。
夫アンリ1世はユグノー戦争におけるカトリック同盟の首領であった。1584年より、戦争の中心にいたギーズ公アンリ1世、ナバラ王アンリ（後のアンリ4世）、フランス王アンリ3世の3人の名前をとって「三アンリの戦い」と呼ばれる様相を呈したが、1588年にギーズ公アンリ1世はアンリ3世によって暗殺された。
カトリーヌは夫の暗殺に荷担したアンリ3世を決して許さなかった（アンリ3世はカトリーヌを「サン＝メグランの妾」とあざけっていた）。彼女はカトリック同盟の中に身を投じ、1589年にアンリ3世の暗殺を奨励した。三アンリの戦いの終結後、強力なギーズ家に迎合する者が増え、カトリーヌの長子シャルルをフランス王に推挙する声さえ挙がりだした。
カトリーヌは、従弟ナバラ王アンリがカトリックに改宗するまで決して和解しなかったが、彼がカトリックの王として即位するや否や、彼女はパリへ駆けつけ、王妃マリー・ド・メディシスに近い非常に名誉な地位を占めた。ギーズ家は摂政となったマリーを支持し続け、ルイ13世が直接統治を開始するとカトリーヌは王太后を伴いブロワに蟄居した。
ルーヴル宮殿へ戻ると、カトリーヌはギーズ家の繁栄のため、リシュリューに対する陰謀を再びたくらんだ。しかし、1631年に末娘ルイーズが亡くなると精神的打撃を受けてウー伯領へ引退、2年後に亡くなった。

## 子女
ギーズ公アンリ1世との間に以下の子女をもうけた。
- シャルル1世（1571年 - 1640年）
- アンリ（1572年 - 1574年）
- カトリーヌ（1573年） - 夭折
- ルイ（1575年 - 1621年） - ギーズ枢機卿、ランス大司教
- シャルル（1576年、夭折）
- マリー（1577年 - 1582年）
- クロード（1578年 - 1657年） - シュヴルーズ公
- カトリーヌ（1579年、夭折）
- クリスティーヌ（1580年、夭折）
- フランソワ（1581年 - 1582年）
- ルネ（1585年 - 1626年） - 尼僧
- ジャンヌ（1586年 - 1638年） - 尼僧
- ルイーズ・マルグリット（1588年 - 1631年） - コンティ公フランソワと結婚
- フランソワ・アレクサンドル（1589年 - 1614年）